# Widukind
Widukind (eller Wittekind) var en saksisk høvding og hærleder. Han ledte kampen ved frankernes angreb på det saksiske område under Karl den Store. Det fortælles i de kongelige, frankiske annaler, at Widukind søgte tilflugt hos den danske konge Sigfred både i 777 og 782. Han skal også være blevet gift med denne konges datter Geva.
I 785 overgav Widukind sig på betingelse af, at der blev garanteret sikkerhed for hans person. Han blev sammen med sine forbundsfæller tvangsdøbt; Karl den Store stod fadder. Derefter måtte sakserne anerkende det frankiske overherredømme.
Widukind er i senere sagn blevet en skikkelse, der repræsenterer en saksisk selvstændigheds- og frihedstrang.
| Biografi | Spire Denne biografi er en spire som bør udbygges. Du er velkommen til at hjælpe Wikipedia ved at udvide den. |

1. ↑  Navnet er anført på engelsk og stammer fra Wikidata hvor navnet endnu ikke findes på dansk.
2. ↑  Navnet er anført på engelsk og stammer fra Wikidata hvor navnet endnu ikke findes på dansk.